# 1 Mai (cartier)
1 Mai este un cartier din Sectorul 1 al Bucureștiului. Numele cartierului 1 mai vine de la Bulevardul Ion Mihalache, care se numea în trecut 1 mai.